# The Meatrix
The Meatrix é uma pequena animação em flash promovendo a agricultura orgânica.

## Criação
A animação Meatrix foi feita pela empresa de comunicação ambientalista Free Range Studios em 2003 como parte integrante de um projeto conjunto para o CPAGE - Centro de Pesquisa e Ação Global para o Ambiente (do inglês Global Resource Action Center for the Environment).

## Enredo
Em uma sátira de Matrix, Leo, um porco de uma pequena fazenda familiar, é chamado por um touro antropomórfico, Moopheus, que mostra a ele que a fazenda em que ele vive e conhece é uma ilusão e que ele está realmente sob domínio de uma terrível "fazenda industrial". O objetivo da animação é, assim como a sua continuação The Meatrix II: Revolting, fazer com que os consumidores utilizem apenas alimentos orgânicos e carne caipira.

## Personagens
- Leo (Porco)
- Chickity (Galinha)
- Moopheus (Touro)